# Писцовая книга Порховского уезда письма Григория Бундова и подьячего Ждана Алабухина 7093 года
Писцовая книга Порховского уезда письма Григория Бундова и подьячего Ждана Алабухина 7093 года — писцовая книга переписи Шелонской пятины Порховского уезда и Ляцкого погоста, которые не были описаны в 1581/82 году писцом Леонтием Аксаковым, вероятно, по причине того, что относились в то время к Пскову, а не к Новгородской земле. Была составлена в 1584 году. Дошла до нашего времени частично в подлинном виде, частично в списке, составленном примерно во время написания подлинника. Хранится в Российском Государственном Архиве Древних Актов в фонде № 1209 (Поместный Приказ), по описи № 1, дело № 967. Помимо этого, есть несколько списков этого документа в том же архиве, фонде и описи. Например, дело № 8553 (список ок.1624-26 гг. за скрепой дьяка Федора Никитича Апраксина); дело № 819 (список XVIII века за скрепами секретаря Николая Ключарева и канцеляриста Якова Малютина). Текст исходного документа написан  скорописью того времени, разными почерками.

## Содержание и сохранность
Исходный документ (подлинник с ранними списками) до нашего времени дошёл без начала и конца, в середине часть листов утрачена, перепутана местами, некоторые листы подлинника продублированы списком, листы 369, 370 не относятся к тексту писцовой книги, на некоторых листах фрагменты текста стёрты.
В писцовой книге были описаны следующие территории:
1. Город Порхов (в исходном документе утрачено, описание сохранилось в списках)
2. Порховское окологородье
3. Ляцкий погост
4. Бельский погост
5. Болчинский погост
6. Дегожский погост
7. Высоцкий погост
8. Пажеревицкий погост
9. Вышегородский погост
10. Облуцкий погост
11. Жедрицкий погост
12. Ясенский погост
13. Карачуницкий погост
14. Михайловский на Узе погост
15. Михайловский на Полоной погост
16. Опоцкий погост
17. Дубровенский погост
18. Ручьевский погост
19. Смолинский погост
20. Рождественский Усть-Сиверский погост.

Как правило, главы в книге разделяются на два подраздела: земли живущие (поместные, монастырские, церковные) и пустые «порозжие» земли. В конце главы идёт итог по погосту.
В данной писцовой книге не были описаны дворцовые земли погостов, поскольку в 7092 (1583/84) году эту группу земель переписывал князь Василий Андреевич Звенигородский и Елизарий Григорьевич Старой.

## Время описания
Начальный протокол к писцовой книги в исходном документе утрачен, но его можно прочесть в списке.
«(л.187) Лета 7093-го по государеву и великого князя Федора Ивановича всеа Русии грамоте и по наказу за приписью государевых ноугороцких дияков Второго Федорова да Левонтья Резанцова Григорей Бундов да подьячей Ждан Алабухин, приехав в Порхов на посад и в окологородье Порховское уезде, писали государевы дворцовые, и помещиковы, и монастырские, и церквие, и села, и деревни, и посацкую пашню, и земецкие вотчины по выпросу тутошних игуменов и попов по священству, а старост, и целовалников, и всех посацких и волосных крестьян по государеву цареву и великого князя крестному целованию. И сами дозирали их, то, про которые села, и деревни, и про починки, и про угодья сказывали. И тому у них иманы списки за поповскими (л.187об.) и за волосныи людей руками.»
[РГАДА,Ф.1209,Оп.1, № 8553]
Более точная дата составления писцовой книги, 25 ноября 7093 (1584) года приведена в самом конце, в описании опустевшего Рождественского Усть Сиверского погоста.
«(л.366) Лета 7093-го ноября в 25 дн приезжали в Дегожской погост Григорей Бундов да подьячей Ждан Алабухин, спрашивали в Дежском погосте Рожества Пречистыи священника Феофона Ануфриева по священству, и детей боярских приказщиков: у Григорьева приказщика Огарева у Степана; да у Злобина приказщика Уского у Федяя; да у Семенова приказщика Уского у Филипа, да у Русинова приказщика Коситцкого у Симана; да у Иванова приказщика Коситцкого у Гриши; да у Путилова приказщика Косицкого у Фетки; да у Давыдова приказщика Огарева у Фетки; да у Иванова приказщика (л.366об.) Огарева у Вустинка. И у всех приказщиков того ж погоста по государеву цареву и великого князя крестному целованию про Рожественской про Усть Сиверской погост, и про помещиков, про детей боярских, и про их поместья, про села, и про усадищи, и про деревни, и про починки, и про пустоши, и про всякие угодья, хто в том погосте в Рожественском на усть Сиверы жилцов помещиков, детей боярских и крестьян, и хто пашню пашет наиздом, и сено косит в том Усть Сиверском погосте, и сколь давно тот Усть Сиверской погост запустил. И священник Рожества Пречистые Феофан Ануфриев сказал по священству, (л.367) а приказщики скозали по государеву цареву и великого князя крестному целованью: запустил, господине, тот Рожественской Усть Сиверской погост 78 году от лихово повитрея, а детей боярских, помещиков и крестьян в том Усть Сиверском погосте нет с тех мест и по ся места никакова жила; и того, господине, мы не ведаем, как в том погосте усадища, и села, и деревни, и починки, и пустоши имяны зовут, и за ким оне имянем в поместьях бывали, и не владиет в том погосте поместьями, и наездом не пашет нихто, и сена не косят. То, господине, наши и речи по государеву цареву и великого князя крестному целованью. А речи писал Рожества Пречистые диячок Фетка Минин Дегожского погоста.»
При составлении книги были использованы более старые документы, а именно, судя по ссылкам в текстах, писцовая книга Порховского и Ляцкого уездов письма Владимира Матвеевича Безобразова, Вешняка Мшохина и подьячего Петра Иванова 7084 (1575/76) года.

## Составители
Возглавлял перепись Григорий Бундов. По подлинным листам исходного документа идут его скрепы. «Григорей Бундов руку приложил.»
Другим переписчиком являлся подьячей Ждан Алабухин. По подлинным листам исходного документа идут его скрепы. «Подьячей Ждан Алабухин руку приложил.»
Помимо этого, подлинные листы исходного документа были заверены священником церкви Преображения Спасово Иринархом. «К сим книгам Преображение Спасова черной поп Иринарх в детей своих духовных место руку приложил.»
По листам списка исходного документа идёт скрепа дьяка Фролова. «Фролов ди.» На некоторых листах списка скреп не наблюдается.

## Схема описания
В данной писцовой книге придерживаются следующей формой в описаниях. По поместьям: указывается его владелец на 7093 год, записывается прежний владелец части этих земель и даётся описание селений и пустошей, затем то же самое по другим частям этого поместья, принадлежащим другим прежним владельцам, в конце даётся общий итог по землевладению.
В описаниях селений и пустошей. Характеристика: село, «(Дрв)» (деревня); «(Пус), что была деревня», (пустошь, что была деревня); «(Пус), что был починок» (пустошь, что был починок); «(Пол пус), что была деревня» (половина пустоши, что была деревня) и т. д. Изредка указывается что произошло в селении во время набега «литовских людей» в 1581/82 году. Перечисляются дворы и их хозяева. Приводится размер пашни (церковной, помещика, крестьянской) с указанием качества земли («доброй», «середней» или «худой») живущей, паханой наездом, перелогом в обжах (очень редко — в четвертях), «а в дву по тому ж»; закос сена в копнах, в том числе на «отхожих пожнях»; по некоторым селениям — лесные угодья в вёрстах в длину и в ширину.

## Публикации
Обзор данной писцовой книги, с приведением некоторых текстовых фрагментов, был произведён впервые Неволиным К. А. и опубликован в 1853 году в серии «Записки Императорского Русского Географического Общества» в книге № 8 под названием «О пятинах и погостах новгородских в XVI веке, с приложением карты». В 2002 году в книге «Города России XVI в. Материалы писцовых описаний.» было опубликовано описание г. Порхова по списку [РГАДА, Ф.1209, Оп.1, № 8553]. До настоящего времени данная писцовая книга полностью не опубликована.